# Le Lac des fées
Le lac des fées (título original en francés; en español, El lago de las hadas) es una grand opéra en cinco actos, con música de Daniel-François-Esprit Auber y libreto en francés de Eugène Scribe y Mélésville (nombre de pluma de Anne-Honoré-Joseph Duveyrier). La historia se ambienta en las montañas del Harz y se basa en una balada alemana. La ópera se estrenó en el Théâtre de l'Académie Royale de Musique en París el 1 de abril de 1839. 

## Personajes
| Personaje                           | Tesitura     | Reparto del estreno       |
| ----------------------------------- | ------------ | ------------------------- |
| Zélia, reina de las hadas           | soprano      | Maria Dolores Nau         |
| Albert, un joven estudiante y poeta | tenor        | Gilbert-Louis Duprez      |
| Marguerite, una posadera            | mezzosoprano | Rosine Stoltz             |
| Rodolphe de Croxembourg             | barítono     | Nicolas-Prosper Levasseur |